# Bobone (cràter)
Bobone és una antiga formació, un cràter d'impacte molt erosionat que es troba a la cara oculta de la Lluna. Poc queda de la formació del cràter original, restant només una depressió en forma de bol a la superfície plena de les marques de petits cràters.

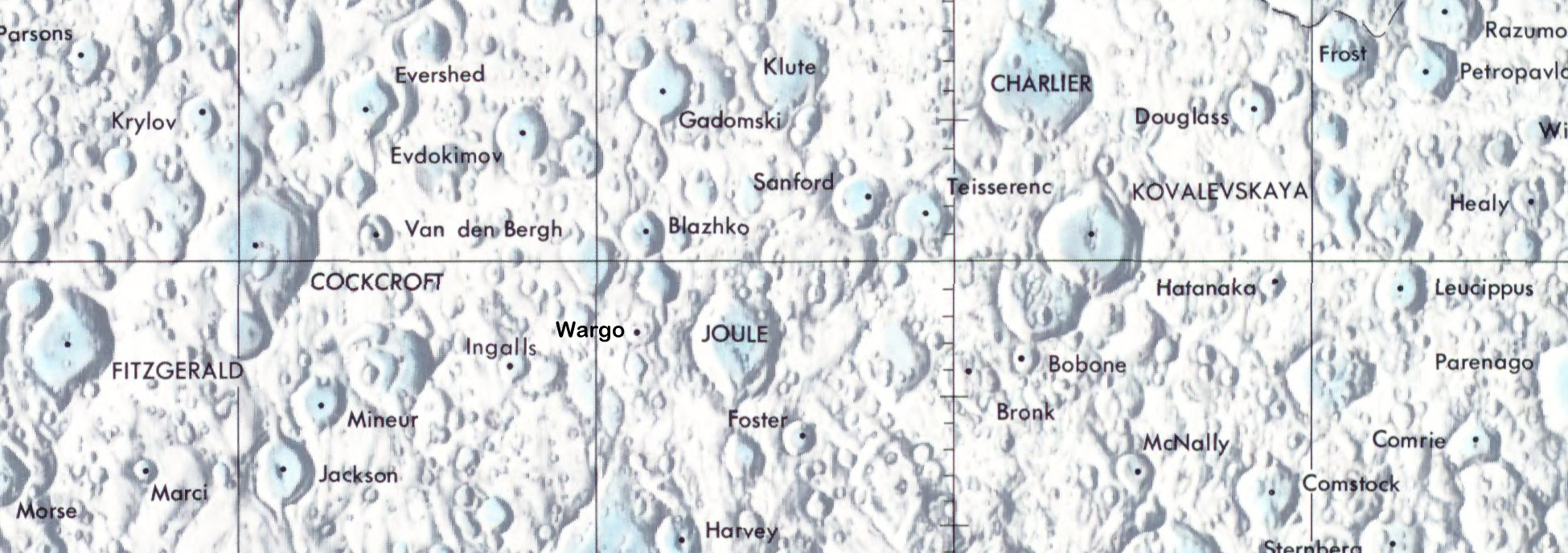
Localització de Bobone (centre de la meitat inferior de la imatge)
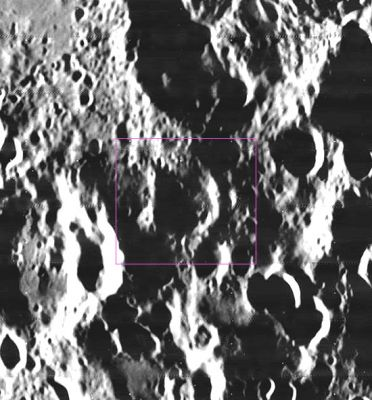
Fotografia de la missió LRO

S'insereix en la vora sud-oest del gran cràter satèl·lit Kovalevskaya Q, que té la seva vora nord-est superposada al propi cràter Kovalevskaya. A l'oest-sud-oest es troba el cràter Bronk.